# Vicente Osorio de Moscoso, hrabia Trastamara

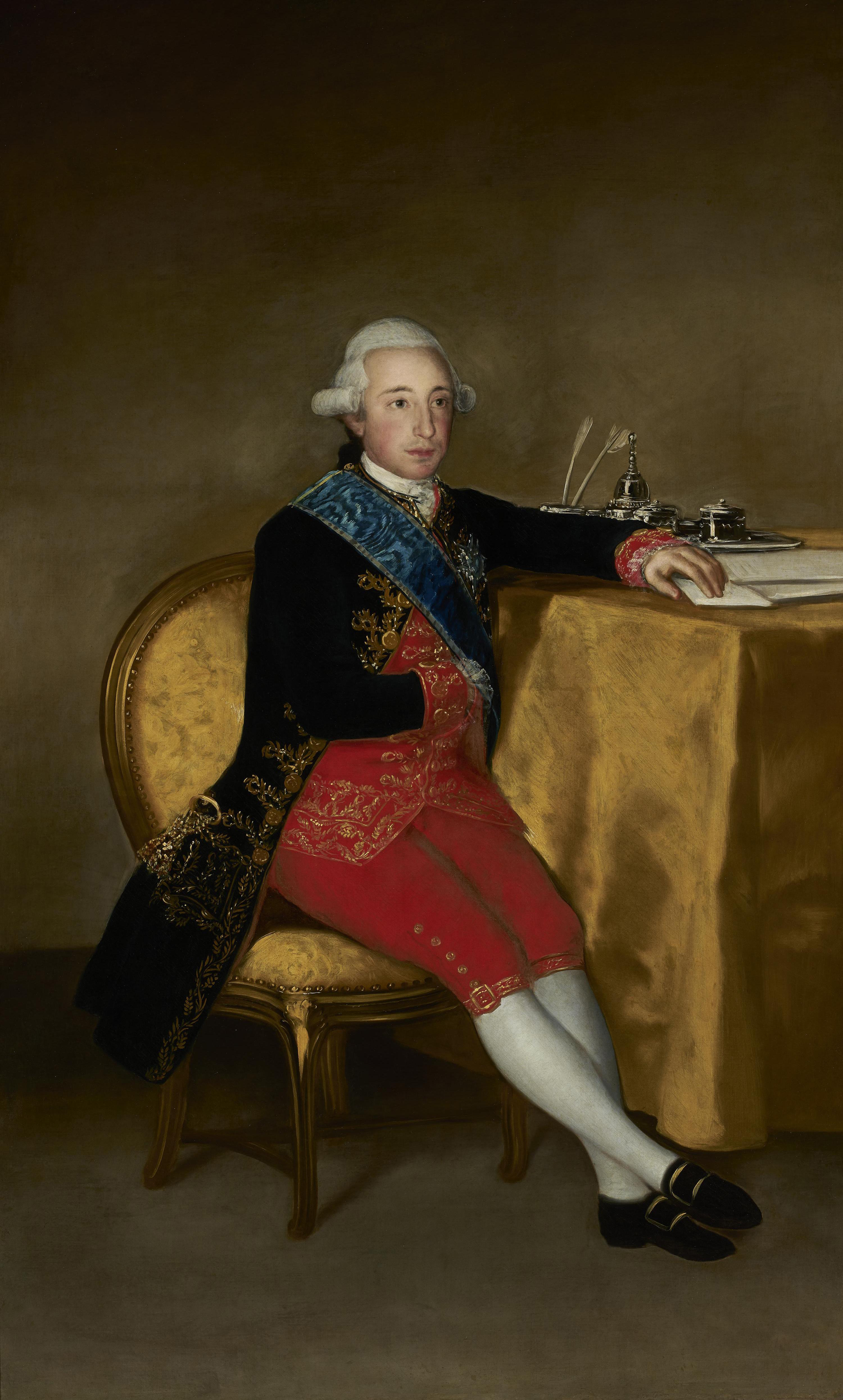
Portret hrabiego de Altamira pędzla Goi (1787), widoczna analogia pomiędzy portretem ojca i syna

Vicente Osorio de Moscoso, hrabia Trastamara (hiszp. Vicente Osorio de Moscoso, conde de Trastámara) – obraz olejny hiszpańskiego malarza Francisca Goi (1746–1828) przedstawiający chłopca z arystokratycznej rodziny Altamira. Powstałe w tym samym czasie wizerunki Vicentego oraz jego młodszego brata Manuela są uważane za najbardziej udane portrety dziecięce w karierze malarza. Obraz znajduje się w Museum of Fine Arts w Houston.

## Okoliczności powstania
W 1785 Goya otrzymał zamówienie na portrety dyrektorów nowo powstałego Banco Nacional de San Carlos, instytucji finansowej poprzedzającej obecny Bank Hiszpanii. Jednym z nich był Vicente Joaquín Osorio de Moscoso y Guzmán, hrabia Altamira. Zadowolony ze swojego portretu hrabia zatrudnił Goyę, wówczas oficjalnego malarza Karola III, do sportretowania swojej najbliższej rodziny. Prace miały zdobić nowo wybudowany pałac hrabiowski znajdujący się w centrum Madrytu. Na przełomie lat 1787–1788 Goya namalował trzy obrazy: sportretował hrabinę z córką, Vicentego, najstarszego żyjącego syna pary hrabiowskiej oraz młodszego syna Manuela.
Vicente Ferrer Isabel Osorio de Moscoso y Álvarez de Toledo (1777–1837) był drugim z ośmiorga dzieci hrabiego Altamiry. W czasie, kiedy malował go Goya, miał 10 lat. Hrabia Altamira korzystał wcześniej z usług malarza Agustina Esteve, który sportretował jego synów – Francisca Javiera i Juana Marię. Obaj chłopcy zmarli w 1785 w wieku 9 i 5 lat, co mogło wpłynąć na decyzję o zmianie portrecisty. Śmiertelność wśród dzieci była w tym okresie bardzo wysoka. Spośród sześciorga dzieci Goi tylko jedno dożyło dorosłego wieku – jego syn Javier miał 4 lata, w czasie kiedy Goya portretował braci Osorio z niemal ojcowską czułością.

## Opis obrazu
Goya przedstawił młodego dziedzica na jednolitym tle, pozbawionym dekoracji, odchodząc w ten sposób od tradycyjnego stylu. Chłopiec uważnie spogląda na widza. Na wzór ojca jest ubrany w elegancki strój w kolorze musztardowym, na który składają się: aksamitna marynarka, kamizelka i bryczesy. Pod pachą trzyma czarny trikorn. Rękojeść szabli, srebrne guziki spodni oraz klamerki butów są wysadzane diamentami. Podobnie jak ojciec chłopiec nosi perukę oraz trzyma rękę wsuniętą między poły kamizelki. Na nogi chłopca skacze piesek.
Inskrypcja na obrazie głosi: EL EXmo. Sr. Dn. VICENTE OSORIO CONDE DE TRASTAMARA DE EDAD DE DIEZ AÑOS / Goya (Jego ekscelencja don Vicente Osorio hrabia Trastamara w wieku 10 lat / Goya).

## Interpretacja i kontekst
W hiszpańskim malarstwie epoki rzadko portretowano dzieci. Obowiązywał sztywny model: dzieci przedstawiano niczym pozbawione emocji lalki oraz pomniejszone wersje dorosłych. Goya portretował dzieci w sposób bardziej naturalny, w miarę możliwości odchodząc od sztywnych konwencji i tradycji, którym hołdował m.in. współczesny malarzowi Agustín Esteve. Vicente, jako dziedzic hrabiego Altamiry, został przez Goyę namalowany w stroju właściwym dorosłemu mężczyźnie i w peruce. Goya, malując portrety dzieci, przedstawiał je zwykle z zabawką lub domowym zwierzątkiem. Malarz złagodził oficjalny charakter portretu Vicentego, dodając pieska skaczącego na nogi młodego panicza. Ten element został wprowadzony już po namalowaniu chłopca, o czym świadczy ciemniejszy kolor przednich łap, spod których prześwituje poła marynarki. Podobne elementy stosowali mistrzowie Goi, portretując młodych arystokratów – Velázquez (Filip Szczęśliwy, książę Asturii jako mały chłopiec z pieskiem, 1659) i Mengs (Arcyksiężna Maria Teresa Austriacka jako dziewczynka z papugą w klatce, 1659).
Po raz pierwszy w dziełach Goi pojawia się inspiracja angielskim portretem, być może na podstawie dzieł Van Dycka, które hrabia Altamiry posiadał w swojej kolekcji.

## Proweniencja
Obraz należał do arystokratycznej rodziny Altamira, zdobił madrycki pałac razem z pozostałymi portretami członków rodziny namalowanymi przez Goyę i innych artystów. Został sprzedany do kolekcji markiza de Castrillo z Madrytu, skąd trafił do kolekcji Fernández de Villavicencio, również w Madrycie. Następnie obraz nabył amerykański dyplomata Charles S. Payson; później należał do jego spadkobierców. Obecnie znajduje się w zbiorach Museum of Fine Arts w Houston.